# 47-я отдельная механизированная бригада (Украина)
47-я отдельная механизированная бригада «Ма́гура» (укр. 47-ма окрема механізована бригада «Ма́ґура») (сокр. 47 ОМБр, в/ч A4699) — тактическое соединение Сухопутных сил Украины.

## История
Бригада сформирована в начале 2023 года на базе отдельного 47-го штурмового полка в рамках подготовки к контрнаступлению Украины, в подготовке бригады участвовали инструкторы из стран НАТО, в котором она участвовала на Токмакском направлении до октября 2023 года.
Само контрнаступление началось с неудачной попытки бригады достичь села Работино через плотное минное поле в районе села Малая Токмачка, в ходе которой было потеряно более двух десятков единиц техники уничтоженными или повреждёнными и оставленными экипажами (включая 17 БМП M2A2 ODS и 4 танка Leopard 2A6), после чего украинское командование изменило тактику наступления, отойдя от использования механизированных колонн и перейдя к наступлению небольшими группами.
23 августа совместно с 82-й одшбр бригада освободила Работино. К концу лета бригада потеряла 3 танка Leopard 2A6 уничтоженными и 6 повреждёнными.
В конце октября 2023 года бригада была переброшена под Авдеевку, где ВС РФ проводили массированные атаки. 30 октября, после переброски под Авдеевку, там был потерян еще один Leopard 2A6. Спустя полгода после начала контрнаступления бригада потеряла 30 БМП «Брэдли» M2A2 ODS уничтоженными, 1 захваченной, и ещё около 30 повреждёнными. Из числа последних на декабрь 2023 года как минимум 15 находятся на базе в Украине в ожидании ремонта. 28 декабря в районе села Степовое отражая атаку ВС РФ бригада уничтожила 21 танк и 14 БМП/БТР противника.
Эксперты отмечают высокую эффективность применения бригадой БМП «Брэдли» M2A2-ODS. 12 декабря 2023 года одна такая БМП за 30 секунд нанесла повреждения сразу трём российским МТ-ЛБ (2 из которых взорвались), 11 января 2024 года два «Брэдли» бригады (действуя по очереди) в прямом боестолкновении вывели из строя российский танк Т-90М «Прорыв», хотя с точки зрения номинальных характеристик оружия у российского танка было большое преимущество по броне и огневой мощи, а 17 января одна «Брэдли» уничтожила 3 БМП-1/2. Благодаря сочетанию хорошей защищенности (значительно превосходящей все российские БМП), качественному тепловизионному прицелу SADA-II и мощному и точному вооружению в виде скорострельной пушки M242 Bushmaster и ракет TOW-2B издание Forbes назвало M2A2-ODS бригады лучшими БМП полномасштабной войны в Украине.
В феврале 2024 года, после выхода ВСУ из Авдеевки, бригада отошла от своих позиций в районе Степового на новые оборонительные рубежи в районе села Бердычи, в 8 км к западу от Степового, помешав российским войскам развить наступление в западном направлении. 22 февраля бригада потеряла свой первый М1150 в районе Бердычей. 26 февраля танк M1A1SA «Абрамс» б/н 101 в том же районе был атакован в крышу FPV-дроном, что вызвало внутреннее возгорание в танке, вероятно, уничтожившее его.
3 и 10 марта бригада потеряла ещё 2 танка «Абрамс» уничтоженными, которые были повреждены при помощи противотанковых ракет с лазерным наведением (вероятнее всего, ПТРК Корнет) и позже добиты FPV-дронами, а 5 марта — ещё один «Абрамс» повреждённым и оставленным также в районе Бердычей, но при этом  наступающие российские войска не смогли занять село и потеряли намного больше техники. К 7 марта бригада, обороняя село, помимо 3 «Абрамсов», потеряла также 4 «Брэдли» и 2 M1150, но при этом наступающие российские войска не смогли занять село и потеряли намного больше техники. Потери танков бригады эксперты связывают с нехваткой снарядов у артиллерии ВСУ, возникшей вследствие того, что члены республиканской партии США заблокировали принятие военной помощи Украине. В условиях отсутствия артиллерийской поддержки танки и БМП бригады вынуждены действовать более рискованно и уничтожать штурмовые отряды в ближнем бою.
В 20-х числах апреля 2024 года 115-я омехбр должна была заменить на позициях под Очеретино 47-ю омехбр, которая почти год была на передовых позициях практически без ротации. Однако после отхода бригады, солдаты 115-й омехбр на её позиции вовремя не зашли, тем самым позволив 30-й омбр ВС РФ занять большую часть населённого пункта. Более серьёзные продвижения ВС РФ удалось предотвратить благодарю тому, что 47-я бригада вернулась на позиции и снова приняла бой, также командованию ВСУ пришлось ввести в бой 100-ю омехбр, изначально формировавшуюся как бригада территориальной обороны, получившую статус механизированной только в конце марта и имеющую мало тяжелого вооружения.
2 мая БМП «Брэдли» бригады уничтожил наступавший российский МТ-ЛБ, оборудованной дополнительной бронёй и защитой от дронов. 1 июня БМП «Брэдли» бригады остановил наступление двух российских БТР-82, нанеся им повреждения. 8 июня российскому БТР-82 с 30-мм автоматической пушкой 2А42 с десантом на крыше удалось пересечь нейтральную полосу, ему навстречу выехал БМП «Брэдли» бригады и начал его обстреливать из своей 25-мм пушки, БТР-82 начал стрелять в ответ, и в итоге встречного боя «Брэдли» не получил существенных повреждений, тогда как российский БТР-82, был поврежден, свалился в кювет, теряя по дороге мертвых и раненых солдат, и начал дымиться.
8 мая БМП «Брэдли» бригады ночью противотанковой ракетой TOW-2B на расстоянии более 1,5 км уничтожила танк Т-80 ВС РФ под селом Новопокровское, что стало одним из самых дальних уничтожений танка в прямом боестолкновении.
В начале сентября 2024 года бригада была переведена с Покровского фронта в Донецкой области в Павлоград.
25 октября 2024 года Meduza сообщила об участии подразделений ВСУ, включая 47 ОМБр, в атаках в течение нескольких дней на  хутор Зелёный Шлях и село Новоивановка в Курской области, в ходе которых использовались танки Abrams и БМП Bradley, по итогам которых контроль над населёнными пунктами остался под ВС РФ.
В апреле 2024 года командир 1 батальона 47 бригады ВСУ Александр Ширшин раскритиковал командование, заявив, что после падения Авдеевки его подразделение почти попало в окружение около села Прогресс из-за ошибок начальства. Также он заявил, что тактика «стоять до последнего» привела к потерям.
В мае 2025 года комбат 47 омехбр подал в отставку, выразив недовольство приказами, поступающими от руководства.

## Вооружение
Изначально предполагалось, что бригада будет вооружена БМП «Брэдли» модификации M2A2 ODS (99 шт.), САУ M109A6 (18 шт.), переданными США, танками M-55S (28 шт.), переданными Словенией, и украинскими гаубицами Д-30. Позднее танки M-55S были заменены на немецкие Leopard 2A6 (21 шт.). До конца 2024 года бригада была единственным подразделением ВСУ, вооружённым БМП «Брэдли». В декабре 2023 года бригада передала свои танки Leopard 2A6 21-й омехбр. Вместо них в феврале 2024 года бригада получила на вооружение американские танки M1A1SA «Абрамс» (31 шт.) и неизвестное количество (не более 6) БМР М1150 Assault Breacher на их базе.
- БМП «Брэдли» 47-й бригады
- Техника 47-й бригады

## Потери
По информации Forbes, за 5 месяцев боёв с момента переброски бригады под Авдеевку потери подразделения составили: более половины машин разминирования Assault Breacher, треть танков Abrams, в районе 20 БМП Bradley.

## Известные военнослужащие
Бывший политзаключённый и режиссёр Олег Сенцов служит в бригаде на должности младшего сержанта. В апреле 2023 года к бригаде присоединилась бывший депутат шведского парламента Каролина Нурденгрип.